# Bururi (Provinz)
Bururi ist eine Provinz Burundis, deren Hauptstadt ebenfalls Bururi heißt. Die Provinz liegt im Südwesten des Landes.
2008 hatte Bururi eine Bevölkerung von 528.897. In Bururi liegen die Waldreservate Bururi Forest Nature Reserve, Rumonge Nature Reserve und Kigwena Nature Reserve.
Zum 26. März 2015 wurde die neue Provinz Rumonge aus Teilen von Bururi und Bujumbura Rural gebildet. Seither besteht Bururi nur noch aus den Distrikten Bururi, Matana, Mugamba, Rutovu, Songa und Vyanda und grenzt nicht mehr an den Tanganjikasee.